# 上沃洛喬克區
57°35′N 34°34′E / 57.583°N 34.567°E
上沃洛喬克區（俄语：Вышневолоцкий район），是俄羅斯的一個區，位於該國西部，由特維爾州負責管轄，面積3,400平方公里，2010年該區人口25,421，人口密度每平方公里7.48人。